# Stephanotis thouarsii
Stephanotis thouarsii là một loài thực vật có hoa trong họ La bố ma. Loài này được Brongn. miêu tả khoa học đầu tiên năm 1837.